# Emmanuel Michel Benner
Pour les articles homonymes, voir Benner.
Ne pas confondre avec le peintre Emmanuel Benner (1836-1896).

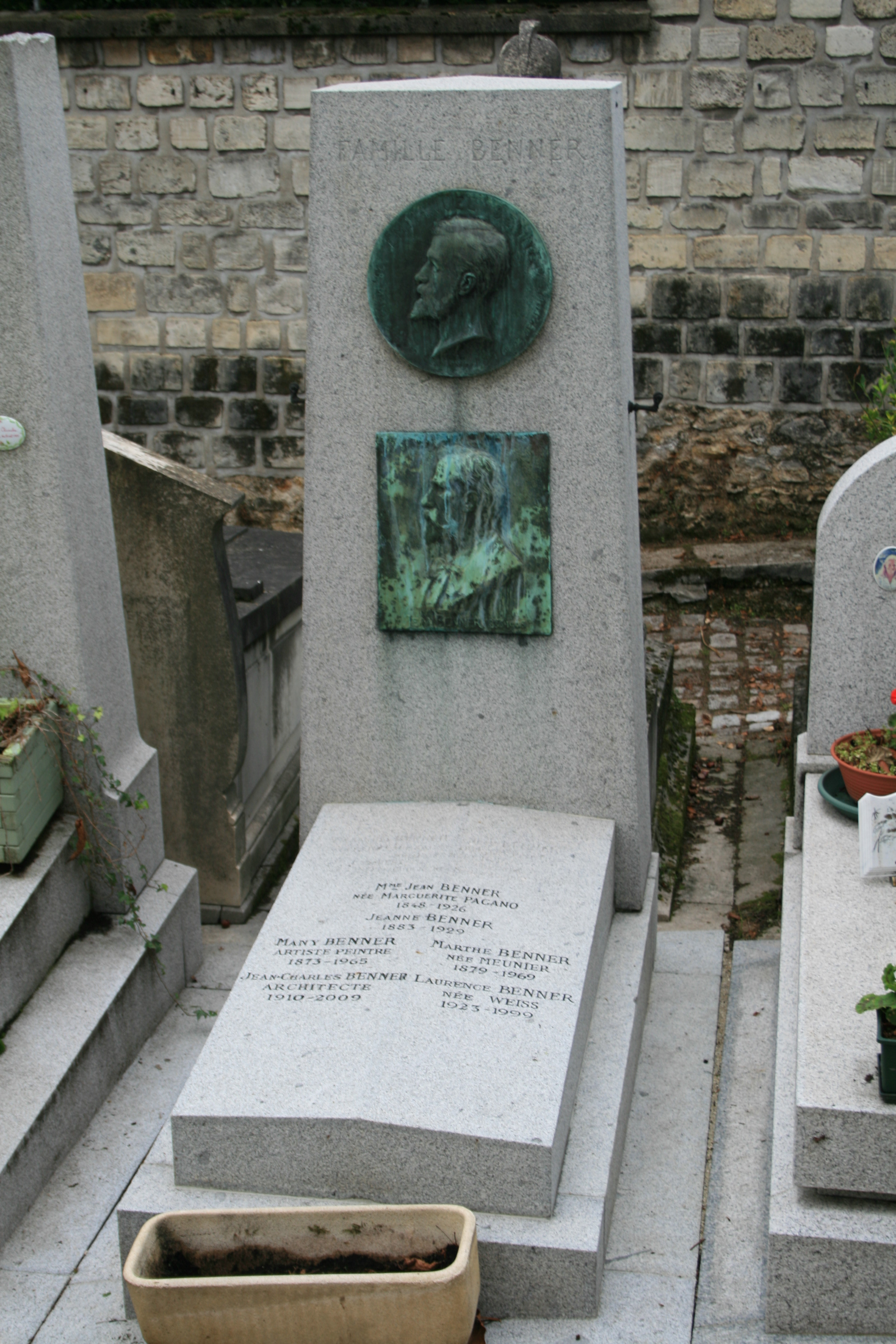
Tombe de Many Brenner au cimetière du Père-Lachaise (Paris).

Emmanuel Michel Benner, dit Many Benner, est un peintre français né le 17 juillet 1873 à Capri (Italie) et mort le 12 novembre 1965 à Paris. 

## Biographie
Emmanuel Michel Benner est né le 17 juillet 1873 à Capri. Il est le fils du peintre Jean Benner et le neveu du peintre Emmanuel Benner, frère jumeau de son père,. 
Élève de Jean-Jacques Henner, Jules Lefebvre, Benjamin Constant et Tony Robert-Fleury, à seize ans il entrait aux Beaux Arts de Paris et obtient le second grand prix de Rome. Il expose au Salon des artistes français dès 1891 et y obtient une médaille d'honneur en 1897. Il eut des médailles aux Salons de 1902 et 1905 (2e classe) et était classé Hors-Concours. En 1903, il eut un bourse de voyage et visitait l'Italie, la Grèce et l'Espagne.
Chevalier de la Légion d'honneur (1925), il est nommé conservateur à vie du musée national Jean-Jacques Henner, avenue de Villiers à Paris. 
Son œuvre porte sur des nus, des portraits, des paysages et des fleurs. Il a peint à Capri, berceau de la famille maternelle, à Albi où il trouve refuge durant la Seconde Guerre mondiale, en Alsace, berceau de la famille paternelle. En 1909, il habite 11, boulevard de Clichy à Paris. En 1941, il obtient le prix Jean-Jacques-Henner.

## Distinctions
- Chevalier de la Légion d'honneur (1925).

## Œuvres
- Belfort, musée d'Art et d'Histoire: 
  - La Piscine de Bethsaïda, 1898, huile sur toile, 146 x 118 cm
  - Judith présentant aux habitants de Béthulie la tête d'Holopherne, 1894, huile sur toile, 146 x 118 cm
- Portrait de mon Père. Salon des artistes français de 1898 et de 1906[6],[7].
- Anachorète. Salon des artistes français de 1898[6].
- Frères de Saint-Phillipe Noir, Salon des artistes français de 1900[8].
- Retour de la Fontaine, 1901. Fusain sur papier gris, 46,2 x 58,6 cm. Salon des artistes français de 1901[9].
- La Vierge à la Fontaine, Charleville, musée de l'Ardenne[3].
- La Vierge et l'enfant Jésus, Salon des artistes français de 1901[9].
- Coquetterie, Salon des artistes français de 1902[10].
- Les Frères de Saint Phillipe de Neri[3].
- Matryre Chétienne[3].
- Portrait de J. Benner[3].
- Portrait de G. Spetz[3].
- Sous les oliviers, musée des Beaux-Arts de Mulhouse[3].
- Le Souvenir, Salon des artistes français de 1902[10].
- La Charité, Salon des artistes français de 1903[11].
- Fruttajola, Salon des artistes français de 1903[11].
- En passant : Capri, Salon des artistes français de 1904[12].
- Jeunesse, Salon des artistes français de 1905[13].
- Pifferari, Salon des artistes français de 1905[13].
- Dans l'atelier, Salon des artistes français de 1906[7].
- Rêverie, Salon des artistes français de 1907[14], Le Havre, musée d'Art moderne André-Malraux[3].
- Réveil de Psyché, Salon des artistes français de 1909[5].
- Carmela, Salon des artistes français de 1909[5].
- En Alsace ; Un jour de fête a Geipolsheim, Salon des artistes français de 1912[15].
- Le Souvenir[3].
- Farniente, Salon des artistes français de 1913[16].
- Alsacienne (nœud rouge de Geipolsheim), Salon des artistes français de 1913, huile sur toile, 35 × 24 cm[16].
- Tête de jeune fille[3].
- Jeunes Alsaciennes, Hœrdt (Bas-Rhin)[3].